# Rally van Ieper 2016
De Rally van Ieper 2016 was de 52e editie van de Rally van Ieper en de zesde ronde van het Belgisch kampioenschap rally en het Europees kampioenschap rally in 2016. Freddy Loix won de rally voor de elfde keer.
De rally is van het ERC-niveau, en er doen dan ook geen WRC-rallyauto's mee. De hoogste klasse zijn de R5-wagens van Citroën, Ford, Peugeot en Skoda, samen met de S2000-wagens van Skoda en Peugeot.

## Deelnemers

### ERC-deelnemers

#### RC5-categorie
In totaal stonden 95 teams aan de start. Van de 100 ingeschrevenen (het hoogste nummer is 101, maar nummer 13 bestaat niet) waren er 32 die meestreden op ERC-niveau. Drie daarvan gooiden echter om bepaalde redenen reeds op voorhand de handdoek in de ring:
- nummer 1: Ott Tänak (Ford Fiesta R5)[2] kon niet deelnemen wegens een mechanisch probleem.[3]
- nummer 20: Martin McCorrmack (Skoda Fabia S2000) kon niet deelnemen wegens een blessure aan de hand.[3]
- nummer 25: Thomasz Kasperczyk (Ford Fiesta R5)

Daarnaast reed Kevin Abbring met de Hyundai i20 R5 als VIP-wagen omdat de wagen nog niet klaar is voor wedstrijden, dus deed Hyundai (zoals Peugeot en Ford in 2013) een test in Ieper.
| Nummer | Rijder              | Navigator         | Auto              |
| ------ | ------------------- | ----------------- | ----------------- |
| 2      | Stéphane Lefebvre*  | Xavier Portier    | Citroën DS3 R5    |
| 3      | Bryan Bouffier*     | Dennis Giraudet   | Citroën DS3 R5    |
| 4      | Vincent Verschueren | Veronique Hostens | Škoda Fabia R5    |
| 5      | Aleksej Loekjanjoek | Alexey Arnautov   | Ford Fiesta R5    |
| 6      | Kris Princen        | Peter Kaspers     | Peugeot 208 T16   |
| 7      | Jaromir Tarabus     | Daniel Trukat     | Škoda Fabia R5    |
| 8      | Pieter Tsjoen       | Eddy Chevaillier  | Ford Fiesta R5    |
| 9      | Hermen Kobus        | Erik De Wild      | Škoda Fabia R5    |
| 10     | Freddy Loix         | Johan Gistels     | Škoda Fabia R5    |
| 11     | David Botka         | Peter Szeles      | Citroën DS3 R5    |
| 12     | Bernd Casier        | Pieter Vyncke     | Ford Fiesta R5    |
| 14     | Kevin Demaerschalk  | Bram Eelbode      | Citroën DS3 R5    |
| 15     | Guillaume Dilley    | Stéphane Prévot   | Citroën DS3 R5    |
| 16     | Ghislain de Mevius  | Johan Jalet       | Škoda Fabia R5    |
| 17     | Cédric Cherain      | André Leyh        | Ford Fiesta R5    |
| 18     | Melissa Debackere   | Cindy Cokelaere   | Škoda Fabia R5    |
| 19     | Davy Vanneste       | Eddy Snaet        | Ford Fiesta R5    |
| 21     | Claudie Tanghe      | Filip Cuvelier    | Ford Fiesta R5    |
| 22     | Didier Duquesne     | Diederik Pattyn   | Škoda Fabia R5    |
| 23     | Jaroslav Orsak      | David Smeidler    | Ford Fiesta R5    |
| 24     | Petter Kristiansen  | Torstein Erikson  | Skoda Fabia S2000 |
| 26     | Antonin Tlustak     | Ladislav Kucera   | Škoda Fabia R5    |
| 27     | Jourdan Serderidis  | Geoffrey Brion    | Citroën DS3 R5    |
| 48     | Patrick Snijers     | Cindy Verbaeten   | Peugeot 208 T16   |
| 49     | Yves Bruneel*       | Kristof Goethals  | Citroën DS3 R5    |
| 50     | Fredericq Delplace* | Wouter Polfliet   | Škoda Fabia R5    |
| 51     | Tom Van Rompuy*     | Bert Feys         | Citroën DS3 R5    |
| 52     | Bruno Parmentier*   | Jeannick Breyne   | Ford Fiesta R5    |
| 53     | Yves Saint Requier* | Bruno Brissart    | Peugeot 207 S2000 |

* Deze kandidaat strijdt dan wel mee op ERC-niveau in de Rally van Ieper, maar is geen deelnemer van het ERC zelf.

### ERC 2
Er waren ook 2 ERC 2 deelnemers die streden voor hun klassement die Giacomo Scattolon won.
| Nummer | Rijder            | Navigator    | Auto                     |
| ------ | ----------------- | ------------ | ------------------------ |
| 28     | Giacomo Scattolon | Paolo Zanini | Mitsubishi Lancer Evo IX |
| 29     | Tibor Erdi Jr.    | Gyorgy Papp  | Mitsubishi Lancer Evo X  |

### Nationale klassen

#### NCM-categorie
2016 was ook het jaar waarin voor het eerst nationaal gehomologeerde wagens opnieuw mochten deelnemen in de rally van Ieper. Dit houdt in dat oldtimers zoals een Ford Escort opnieuw de kans kregen om in Ieper mee te doen met de rally. Voorheen was dit enkel mogelijk in de Ypres Historic Rally, een rally die gelijkloopt met de rally van Ieper op dezelfde klassementsproeven, maar die een aangepast verloop kent met minder KP's en het hoofdpodium in Boezinge in plaats van in Ieper.
De "M" in "NCM" staat voor "modified", wat staat voor wagens die nooit FIA-gehomologeerd zijn geweest of afwijken van de regels voor dergelijke auto's.
Een overzicht van de chauffeurs en wagens in deze categorie:
| Nummer | Rijder               | Navigator          | Auto                   |
| ------ | -------------------- | ------------------ | ---------------------- |
| 62     | Stephan Hermann      | Achim Maraite      | Fiat Punto KIT-CAR NCM |
| 86     | Peter Lemahieu       | Didier Bostoen     | Ford Escort NCM        |
| 87     | Cris Algoedt         | Danny De Busschere | BMW M1 NCM             |
| 88     | Diego Claeys         | John Vercamer      | BMW 130i NCM           |
| 89     | Anthony Caron        | Frederik Goderis   | BMW M3 NCM             |
| 90     | Jens Sinnaeve        | Bjorn Pattyn       | BMW Compact M3 NCM     |
| 91     | Christophe Lagache   | Wesley Keygnaert   | Opel Ascona B NCM      |
| 96     | Bjorn Deruyter       | Christophe Samyn   | Ford Fiesta R200 NCM   |
| 100    | Peter Vanderhauwaert | Ward Hanssens      | Citroën Saxo NCM       |

#### RGT-categorie
Net zoals het jaar voordien rijden ook enkele Porsches mee in een aparte GT-klasse, echter dit jaar conform het Belgische reglement en niet met de regels voor de FIA RGT-Cup.
| Nummer | Rijder             | Navigator        | Auto                      |
| ------ | ------------------ | ---------------- | ------------------------- |
| 54     | Marc Duez          | Steve Vyncke     | Porsche 997 GT3 RGT N     |
| 55     | Timothy Van Parijs | Kurt Hendrickx   | Porsche 997 GT3 cup RGT N |
| 56     | Jochen Claerhout   | Piero Vandeputte | Porsche 997 GT3 cup RGT N |

## Overzicht van de rally
Het verloop van de rally verschilt lichtjes van deze van het jaar voordien.
In plaats van Langemark was Dikkebus de eerste klassementsproef, ook zaterdag werd gestart met KP Kemmelberg in plaats van Reninge, en werd geëindigd met KP Westouter Boeschepe in plaats van KP Hollebeke. In totaal waren er dit jaar 17 klassementsproeven.
Net als het jaar voordien werd de startvolgorde voor dag 1 (vrijdag) bepaald op een qualifying stage in Nieuwkerke de donderdagavond. Na twee keer vrij rijden over een afgezet parcours van ongeveer 5 kilometer, kregen ERC-rijders één kans om een goede tijd neer te zetten die zo hun startvolgorde voor de volgende dag bepaalde. Opvallend is wel dat tijdens deze qualifying stage de wegen er nat en modderig bijlagen, terwijl het de rest van het rallyweekend droog is gebleven.
| Dag           | Proef | Naam                  | Lengte   | Tijd  | Winnaar             | Pos. winnaar | Verschil met eerste | Tijd    | Gem. snelh. (km/h) | Rallyleider    |
| ------------- | ----- | --------------------- | -------- | ----- | ------------------- | ------------ | ------------------- | ------- | ------------------ | -------------- |
| Dag 1 24 juni | KP1   | Dikkebus 1            | 12,61 km | 16:54 | Bryan Bouffier      | 1            | –                   | 7:06.4  | 106,5              | Bryan Bouffier |
| Dag 1 24 juni | KP2   | Wijtschate 1          | 13,81 km | 17:30 | Stéphane Lefebvre   | 8            | 19.2                | 7:55.4  | 104,6              | Bryan Bouffier |
| Dag 1 24 juni | KP3   | Mesen 1               | 7,48 km  | 17:50 | Vincent Verschueren | 2            | 6.4                 | 4:17.6  | 104,5              | Bryan Bouffier |
| Dag 1 24 juni | KP4   | Langemark             | 12,56 km | 19:33 | Stéphane Lefebvre   | 6            | 14.0                | 7:06.5  | 106,0              | Bryan Bouffier |
| Dag 1 24 juni | KP5   | Dikkebus 2            | 12,61 km | 20:17 | Bryan Bouffier      | 1            | –                   | 6:57.4  | 108,8              | Bryan Bouffier |
| Dag 1 24 juni | KP6   | Wijtschate 2          | 13,81 km | 20:53 | Bryan Bouffier      | 1            | –                   | 7:46.3  | 106,6              | Bryan Bouffier |
| Dag 1 24 juni | KP7   | Mesen 2               | 7,48 km  | 21:13 | Vincent Verschueren | 3            | 17.8                | 4:15.5  | 105,4              | Bryan Bouffier |
| Dag 2 25 juni | KP8   | Kemmelberg 1          | 13,60 km | 11:22 | Stéphane Lefebvre   | 5            | 23.3                | 8:11.2  | 99,7               | Freddy Loix    |
| Dag 2 25 juni | KP9   | Hollebeke 1           | 23,23 km | 11:58 | Stéphane Lefebvre   | 5            | 17.7                | 13:01.5 | 107,0              | Freddy Loix    |
| Dag 2 25 juni | KP10  | Reninge 1             | 14,50 km | 14:50 | Stéphane Lefebvre   | 3            | 14.4                | 7:37.0  | 114,2              | Freddy Loix    |
| Dag 2 25 juni | KP11  | Watou 1               | 14,29 km | 14:41 | Stéphane Lefebvre   | 3            | 13.5                | 7:22.9  | 116,2              | Freddy Loix    |
| Dag 2 25 juni | KP12  | Westouter-Boeschepe 1 | 19,28 km | 15:07 | Stéphane Lefebvre   | 2            | 11.1                | 11:11.0 | 103,4              | Freddy Loix    |
| Dag 2 25 juni | KP13  | Kemmelberg 2          | 13,60 km | 17:31 | Stéphane Lefebvre   | 2            | 5.3                 | 8:20.5  | 97,8               | Freddy Loix    |
| Dag 2 25 juni | KP14  | Hollebeke 2           | 23,23 km | 18:07 | Kris Princen        | 2            | 45.8                | 13:43.0 | 101,6              | Freddy Loix    |
| Dag 2 25 juni | KP15  | Reninge 2             | 14,50 km | 20:13 | Hermen Kobus        | 5            | 1:44.5              | 7:39.0  | 113,7              | Freddy Loix    |
| Dag 2 25 juni | KP16  | Watou 2               | 14,29 km | 20:50 | Hermen Kobus        | 5            | 1:39.0              | 7:27.0  | 115,1              | Freddy Loix    |
| Dag 2 25 juni | KP17  | Westouter-Boeschepe 2 | 19,28 km | 21:16 | Bernd Casier        | 3            | 1:19.8              | 11:10.6 | 103,5              | Freddy Loix    |

## Overzicht opgaves
Gedurende de rally waren er 28 opgaves.
Dag 1
KP 1: Diogo Gago, Aleks Humar, Romain Delhez, Bjorn Deruyter
KP 2: Cédric Cherain
KP 3: Lucas Walbrecq
KP 4: geen opgaves
KP 5: Marco Cid
KP 6: Guillaume Dilley
KP 7: geen opgaves
Dag 2
KP 8: Melissa Debackere, Timothy Jones, Peter Vanderhauwaert, Petter Kristiansen
KP 9: Callum Devine, Anthony Caron
KP 10: Aleksej Loekjanjoek, Jochen Claerhout, Steve Bécaert
KP 11: Davy Vanneste, Marc Duez
KP 12: Bryan Bouffier, David Botka, Nikolay Gryazin, Kjel Vandenberghe
KP 13: Christophe Lagache
KP 14: Stéphane Lefebvre, Tibor Erdi jr.
KP 15: Jaroslav Orsak
KP 16: Lukasz Pieniazek
KP 17: geen opgaves

## Klassement

### Klassement na dag 1
| Pos. | Rijder              | Navigator         | Auto            | Verschil | Punten |
| ---- | ------------------- | ----------------- | --------------- | -------- | ------ |
| 1    | Bryan Bouffier      | Dennis Giraudet   | Citroën DS3 R5  | –        |        |
| 2    | Freddy Loix         | Johan Gistels     | Škoda Fabia R5  | +6.9     |        |
| 3    | Vincent Verschueren | Veronique Hostens | Škoda Fabia R5  | +17.8    |        |
| 4    | Kris Princen        | Peter Kaspers     | Peugeot 208 T16 | +23.6    |        |
| 5    | Stéphane Lefebvre   | Xavier Portier    | Citroën DS3 R5  | +31.8    |        |

### Klassement vóór opgave Bouffier (na KP11)
| Pos. | Rijder              | Navigator         | Auto            | Verschil | Punten |
| ---- | ------------------- | ----------------- | --------------- | -------- | ------ |
| 1    | Freddy Loix         | Johan Gistels     | Škoda Fabia R5  | -        |        |
| 2    | Bryan Bouffier      | Dennis Giraudet   | Citroën DS3 R5  | +8.9     |        |
| 3    | Stéphane Lefebvre   | Xavier Portier    | Citroën DS3 R5  | +13.5    |        |
| 4    | Kris Princen        | Peter Kaspers     | Peugeot 208 T16 | +22.6    |        |
| 5    | Vincent Verschueren | Veronique Hostens | Škoda Fabia R5  | +26.7    |        |

### Klassement vóór opgave Lefebvre (na KP13)
| Pos. | Rijder              | Navigator         | Auto            | Verschil | Punten |
| ---- | ------------------- | ----------------- | --------------- | -------- | ------ |
| 1    | Freddy Loix         | Johan Gistels     | Škoda Fabia R5  | -        |        |
| 2    | Stéphane Lefebvre   | Xavier Portier    | Citroën DS3 R5  | +5.3     |        |
| 3    | Kris Princen        | Peter Kaspers     | Peugeot 208 T16 | +50.8    |        |
| 4    | Vincent Verschueren | Veronique Hostens | Škoda Fabia R5  | +59.7    |        |
| 5    | Bernd Casier        | Pieter Vyncke     | Ford Fiesta R5  | +1:38.2  |        |

### Eindklassement
| Pos. | Rijder              | Navigator         | Auto            | Tijd      | Verschil | Punten |
| ---- | ------------------- | ----------------- | --------------- | --------- | -------- | ------ |
| 1    | Freddy Loix         | Johan Gistels     | Škoda Fabia R5  | 2:22:15.1 | –        |        |
| 2    | Kris Princen        | Peter Kaspers     | Peugeot 208 T16 | 2:23:11.9 | +56.8    |        |
| 3    | Bernd Casier        | Pieter Vyncke     | Ford Fiesta R5  | 2:23:34.9 | +1:19.8  |        |
| 4    | Hermen Kobus        | Erik De Wild      | Škoda Fabia R5  | 2:23:42.1 | +1:27.0  |        |
| 5    | Vincent Verschueren | Veronique Hostens | Škoda Fabia R5  | 2:23:47.4 | +1:32.3  |        |
| 6    | Pieter Tsjoen       | Eddy Chevailler   | Ford Fiesta R5  | 2:24:45.0 | +2:29.9  |        |
| 7    | Jaromir Taravus     | Daniel Trunkat    | Škoda Fabia R5  | 2:25:04.3 | +2:49.2  |        |
| 8    | Claudie Tanghe      | Filip Cuvelier    | Ford Fiesta R5  | 2:26:07.1 | +3:52.0  |        |
| 9    | Kevin Demaerschalk  | Bram Eelbode      | Citroën DS3 R5  | 2:28:01.0 | +5:45.9  |        |
| 10   | Antonin Tlustak     | Ladislav Kucera   | Škoda Fabia R5  | 2:30:01.1 | +7:46.0  |        |